# 奥村康
奥村 康（おくむら こう／やすし、1942年6月5日 - ）は、日本の免疫学者、順天堂大学特任教授、ヤクルト・バイオサイエンス研究財団評議員。
自著において自らを「サプレッサーT細胞の第一発見者」と自称しているが、同細胞については実際の発見者とされている東京理科大学生命科学研究所所長の多田富雄を参照。またサプレッサーT細胞は1990年代以降のヒトゲノム解析プロジェクトの結果、その存在が否定され、坂口志文によって発見された制御性T細胞に取って代わられている。

## 経歴
島根県出身。1969年千葉大学医学部卒、73年同大学院医学研究科修了、医学博士。スタンフォード大学リサーチフェロー、元東京大学医学部講師、順天堂大学医学部教授、同大学医学部長。2012年定年、名誉教授、特任教授。1977年ベルツ賞（多田富雄らの論文共著者として）、高松宮賞、1994年安田医学奨励賞、ISI引用最高栄誉賞、日本医師会医学賞などを受賞。テレビ東京『主治医が見つかる診療所』「名医たちの健康法大公開スペシャル第3弾！」（2013年6月17日放送）での本人の弁によると、「元々私は外科医を目指していた。（中略）中山恒明先生という食道癌の手術を初めて世界で成功させた先生に本当に憧れて食道がんの外科医になりたい」と思っていたが、千葉大学院医学研究科時代に免疫学に出会ったが、改めて中山恒明先生を訪ねていくと「もうお前は来なくていい、そっち（免疫学）の方でやれ、外科はやらなくていい」と告げられたと述べている。
簡単にできるNK細胞活性化方法として、メディア等でR-1乳酸菌を摂取することを推奨している。

## 人物
- 2011年にすぎやまこういちや西部邁らと共に「喫煙文化研究会」を発足し、昨今の嫌煙運動について反発している[7]。

## 著書
- 「C57BLマウスにおける卵白アルブミン遷延感作後期の全身性ループス類似疾患の発生」 学位論文、千葉大学、1973
- 『免疫のはなし』東京図書、1993
- 『免疫 生体防御のメカニズム』1994、講談社選書メチエ
- 『「まじめ」は寿命を縮める「不良」長寿のすすめ』2009、宝島社新書
- 『腸の免疫を上げると健康になる』アスコム、2011
- 『免疫力をグングンあげる「不良長寿生活」 「なまけもの」こそ長生きできる』徳間書店、2011
- 『"健康常識"はウソだらけ 免疫力アップがすべてのポイント!』ワック文庫、2012

## 編著
- 『今日の免疫学』南江堂、1985
- 『免疫疾患の最新到達点』メディカルレビュー社、1996

## 翻訳
- ゲルト・リュディガー・ブルメスター、アントニオ・ペッツート『カラー図解臨床に役立つ免疫学』橋本博史共監訳、メディカル・サイエンス・インターナショナル、2006

## 参考
- J-global: